# Diecezja Port Blair
Diecezja Port Blair – diecezja rzymskokatolicka w Indiach z siedzibą w mieście Port Blair. Została utworzona w 1984 z terenu archidiecezji Ranchi.

## Ordynariusze
- Aleixo das Neves Dias (1984-2019)
- Visuvasam Selvaraj (od 2021)